# Jan Mizikowski
Jan Mizikowski (* 4. Mai 1931 in Stanisławów; † 26. Mai 1999 in Mrozy) war ein polnischer Politiker (KPN, RdR, BdP). Er gehörte von 1991 bis 1993 dem Sejm in dessen I. Wahlperiode an.

## Leben und Beruf
Mizikowski studierte Jura an der Universität Warschau und schloss das Studium 1955 ab. Er arbeitete zunächst als Staatsanwalt und später als Rechtsanwalt.

## Politik
Mizikowski engagierte sich seit der zweiten Hälfte der 1970er Jahre in der Bewegung zur Verteidigung der Menschen und Bürgerrechte. Später schloss er sich der damals noch illegalen Konfederacja Polski Niepodległej (KPN) an. Nach Verhängung des Kriegsrechts war er vom 13. Dezember 1981 bis zum 7. Oktober 1982 interniert. 
Er wurde bei der ersten vollständig freien Parlamentswahl 1991 für die KPN in den Sejm gewählt. 1992 beteiligte er sich an der Gründung der Fraktion Ruch dla Rzeczypospolitej (RdR) um den vormaligen Ministerpräsidenten Jan Olszewski. Nachdem die von dieser initiierte „Koalicja dla Rzeczypospolitej“ bei der Parlamentswahl 1993 mit 2,7 % der Stimmen an der neu eingeführten 5-%-Hürde gescheitert war, schied er aus dem Sejm aus. Bei der Parlamentswahl 1997 kandidierte er für den Narodowo-Chrześcijańsko-Demokratycznego Blok dla Polski, der jedoch mit lediglich 1,4 % der Stimmen ebenfalls an der 5-%-Hürde scheiterte.

## Ehrungen
- 2009 Offizierskreuz des Ordens Polonia Restituta (postum)[5]
- 2020 Krzyż Wolności i Solidarności[6]